# Weingut Seeger

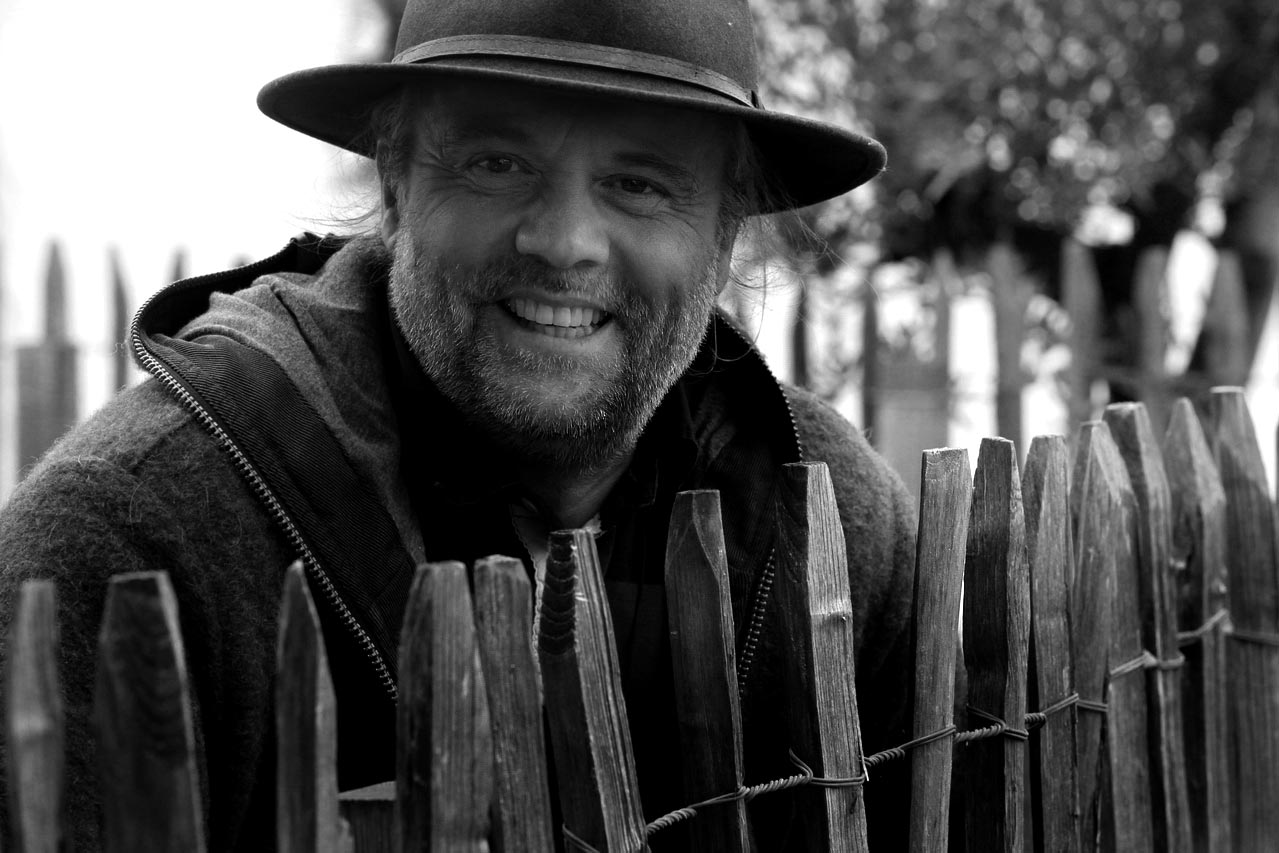
Thomas Seeger

Das Weingut Seeger ist ein badisches Weingut und befindet sich in Leimen an der badischen Bergstraße. Die Familie Seeger ist seit 1707 als Winzer in 12. Generation nachgewiesen. Das Weingut ist Mitglied im Verband Deutscher Prädikatsweingüter.

## Geschichte
Im Jahr 1655 erfolgte die erste urkundliche Erwähnung der Familie Seeger in Leimen als Weinbauern.
Im Jahr 1707 wurde durch Andres Seeger im Ortskern von Leimen ein Gutshof erbaut, der fortan als Weingut fungierte. Als der ursprüngliche Hof zu klein wurde, erbaute Georg W. Seeger 1895 zwischen Leimen und Heidelberg das heutige Weingut mit Kelleranlagen sowie der zugehörigen Weinstube Jägerlust.
1962 übernahm Helmut Seeger nach abgeschlossener Ausbildung zum Gutsverwalter und Weinbautechniker in Weinsberg das Weingut von seinem Vater Wilhelm.
Nach dem Studium der Oenologie in Geisenheim 1985 wurde Helmuts Sohn Thomas Seeger Kellermeister im Weingut.
2010 erfolgte die Aufnahme in den Verband Deutscher Prädikatsweingüter (VDP).

## Lagen
Das Weingut bewirtschaftet ca. 12 Hektar Rebfläche in naturnahem Anbau, ohne Insektizide und Herbizide. Das Weingut setzt nach eigenen Angaben auf biologische und biodynamische Bewirtschaftung, man ist jedoch nicht zertifiziert.
Die Reben stehen im Heidelberger und Leimener Herrenberg.

## Weine und Rebsortenspiegel
Das Weingut Seeger konzentriert sich beim Weißwein auf die Burgundersorten, Weiß- und Grauburgunder, Auxerrois und Chardonnay. Hinzu kommt noch Sauvignon Blanc. Bei den Rotweinen sind es Blaufränkisch, Schwarzriesling und vor allem Spätburgunder.
Das Weingut Seeger teilt seine Weine in vier Kategorien ein: VDP Gutswein, VDP Erste Lage, VDP Große Lage und die Signatur Weine.

## Auszeichnungen und Prämierungen (Auswahl)
- 1996 Gault Millau Weinführer – Entdeckung des Jahres[6]
- 1996 Piet Falkenstein - Handelsblattliste: Die hundert besten Weingüter Deutschlands
- 2006 Eichelmann Weinführer Deutschland: Weingut des Jahres mit der besten Rotweinkollektion Deutschlands
- 2010 Sonderpreis „Roter Riese“ vom Vinum Verlag
- 2018 Gault Millau Weinguide Deutschland – Aufsteiger! Als 4-Trauben-Betrieb geführt: „Deutsche Spitze“
- 2007 bis 2021 Eichelmann Weinführer – ununterbrochen als 5 ***** - Betrieb geführt: „Weltklasse – Internationaler Spitzenerzeuger“
- 2021 Vinum „one of the best 100 wines of 2020“ (Quelle 4)[7]